# 犬も歩けば棒に当たる (成田昭次のアルバム)
『犬も歩けば棒に当たる』（いぬもあるけばぼうにあたる）は成田昭次のミニ・アルバム。

## 内容
2022年4月に先行配信をされた2曲を含む、男闘呼組成田昭次待望のソロミニアルバム。
今の時代に相応しいメッセージが込められている、成田自身の歌詞曲は勿論、寺岡呼人による楽曲「パズル」も含め、ロックありバラードありのバラエティに飛んだ全6曲を収録。

## 収録曲
1. パズル (4:37)
作詞・作曲・編曲：寺岡呼人
2022年7月16日TBS系特別番組『音楽の日2022』に男闘呼組がサプライズ出演で披露された3曲の中で、唯一男闘呼組の楽曲ではなかったのが「パズル」。
2. どんでん返しのラストシーン (3:57)
作詞・作曲：成田昭次、編曲：荒木真樹彦
3. That's It !! (4:21)
作詞：成田昭次、作曲・編曲：荒木真樹彦
4. Boom Boom Boom (3:33)
作詞：成田昭次、作曲・編曲：荒木真樹彦
5. Honey (3:02)
作詞：成田昭次、作曲・編曲：荒木真樹彦
6. after rain (5:56)
作詞：成田昭次、作曲・編曲：荒木真樹彦